# 台場 (福岡藩)
台場とは、防禦の目的をもって大砲を据え付けるための構造物を指す。海岸や河岸の台地など、海防上枢要の地に置かれたものが多い。初期の台場として長崎港入口の7つの台場（古台場）が知られるが、これらは承応3年(1654年)、江戸幕府からの命令で平戸藩により初めて築造されたものである。その後200年の時を経、ペリーが浦賀に来航したことで幕府・諸藩の海防意識が高まり、攘夷思想の影響もあいまって日本各地で台場が築造されていった。
福岡藩が関わった台場には、江戸幕府より命じられていた長崎警備のための台場も含まれるが、ここでは幕末に築造された福岡藩領域の台場について述べる。

## 築造の経緯

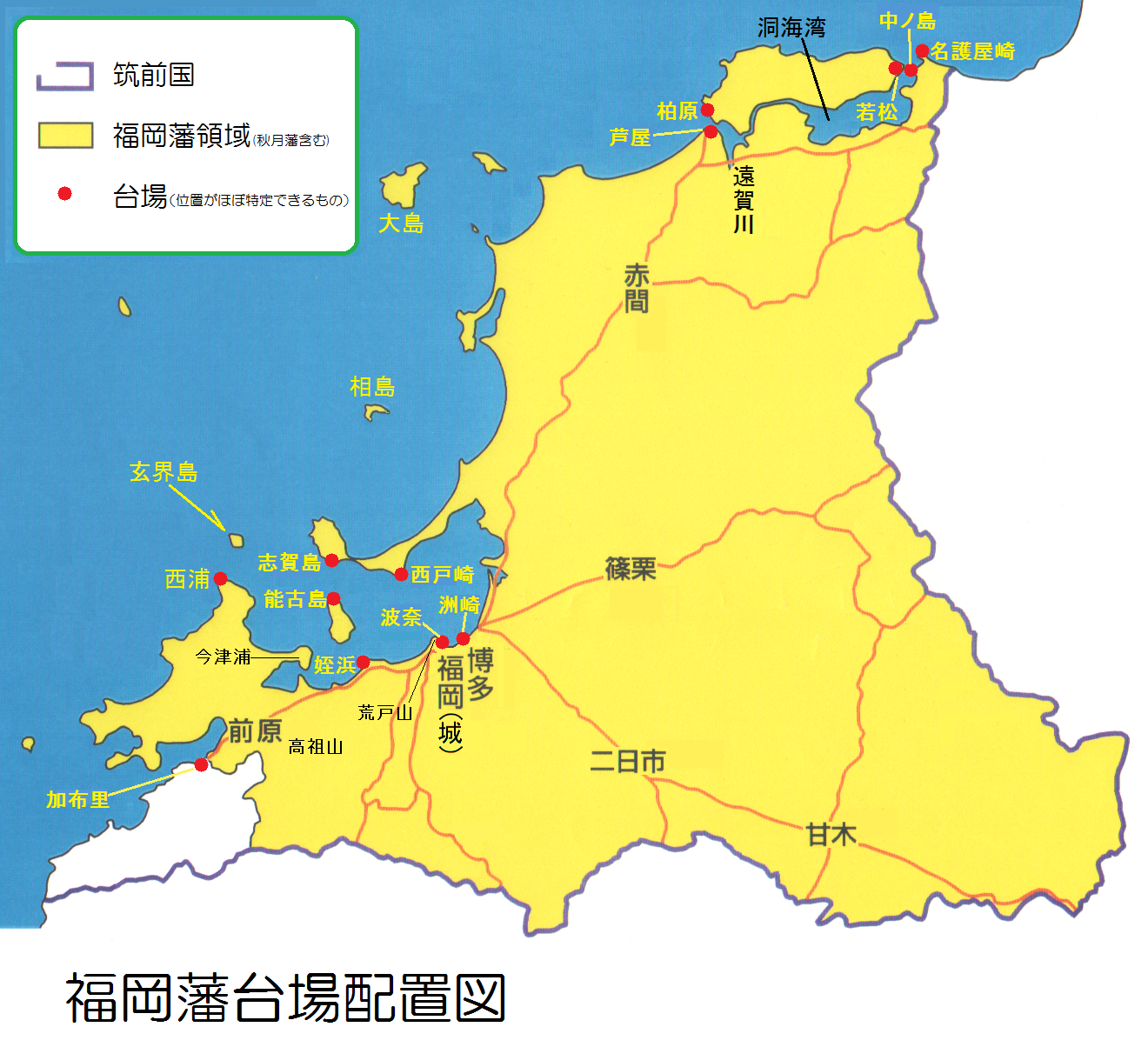
福岡藩台場配置図

2度目のペリー来航ののち、安政元年（1854年）8月1日、福岡藩は海岸枢要の地、およそ10か所に台場を建設する許可を幕府に願い出た。実地検分は安政2年（1855年）より始まり、安政3年（1856年）には少なくとも一部が完成したと見え、3ヶ所の台場に大砲17門を積みまわした記事が残る。万延元年（1860年）には志賀島・能古島の台場が完成、文久元年（1861年）4月12日には、志賀島・能古島・荒戸山に大砲が設置された。その後、攘夷運動の高まりとともに諸藩で台場築造の動きが加速、福岡藩でも領内各所に台場が設けられ、異国船来襲に備えている。台場が置かれたのは主に、洞海湾の入口、遠賀川河口、そして福岡・博多を守る枢要の地で、その築造にあたっては海底の測量も行ったという。また台場の築造工事と並行して、能古島・志賀島間（約2キロメートル）に大造筏を組並べて海路を塞ぐことが計画され、筏は文久3年（1863年）冬までに完成、有事の際にはいつでも設置できるよう、格納されていた。

## 福岡城下の台場

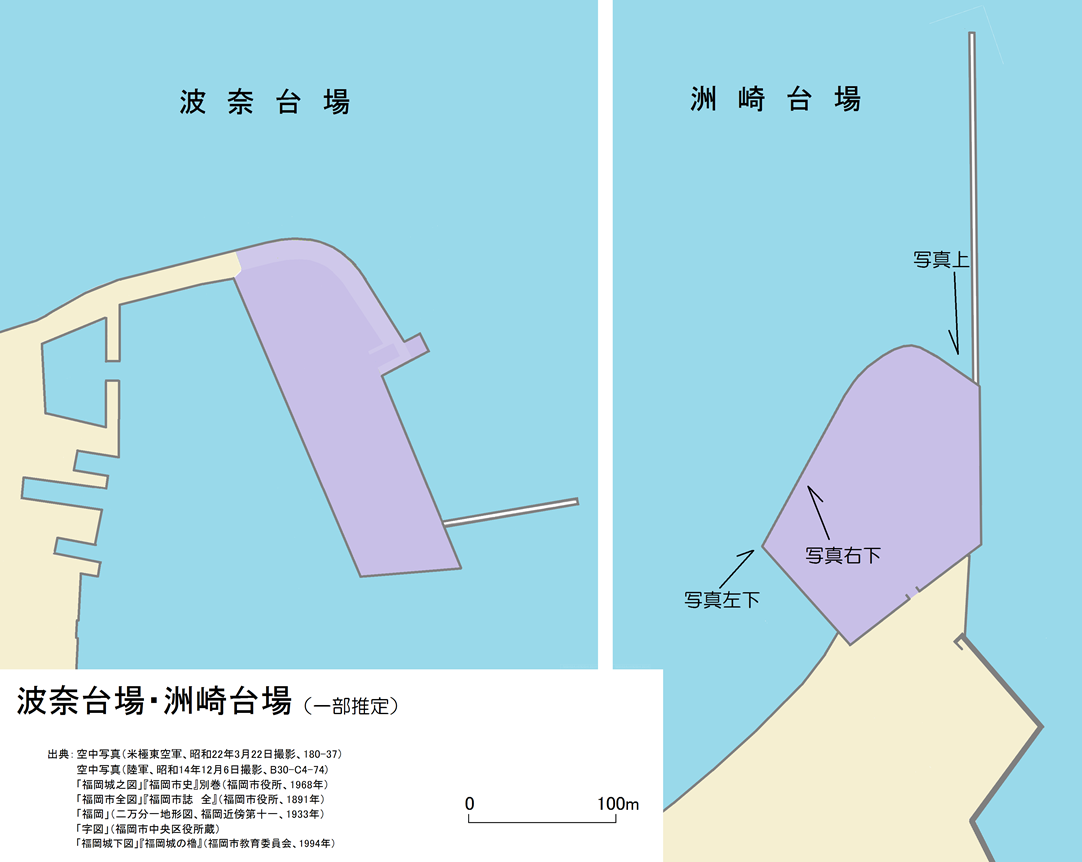
波奈台場・洲崎台場

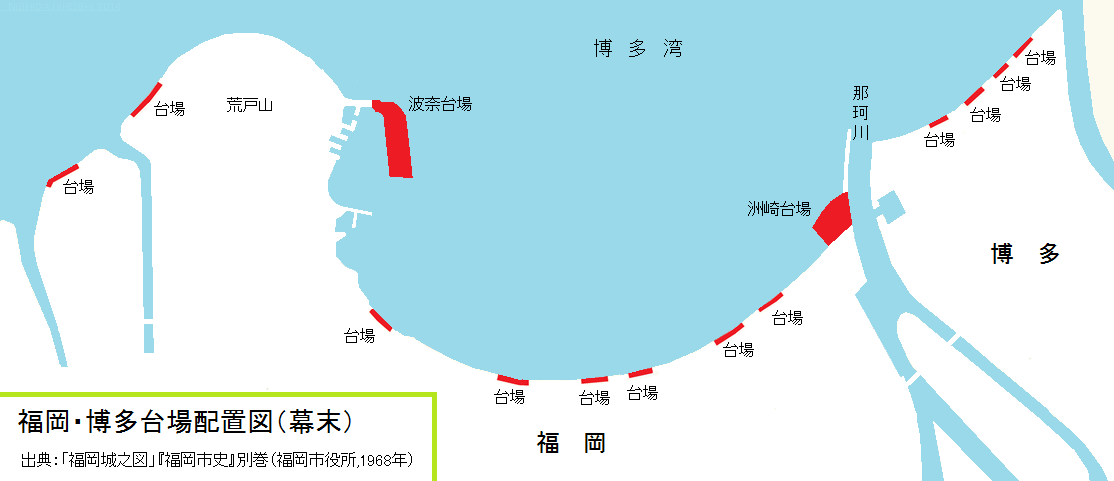
福岡・博多台場配置図

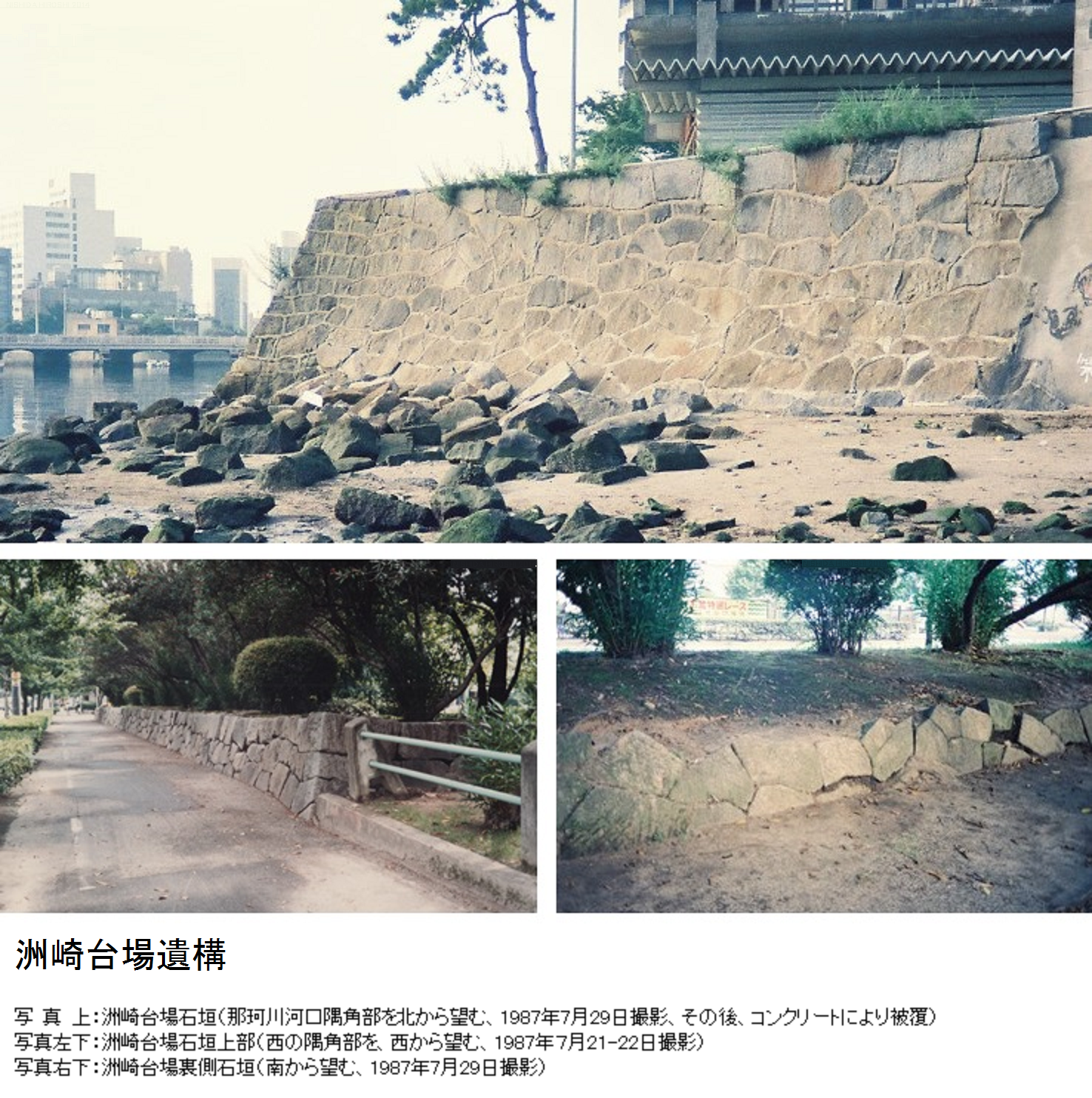
洲崎台場遺構

福岡城下に築造された台場のうち波奈・洲崎の台場は特に規模が大きなもので、福岡城防衛という役割を担っていたと考えられている。築造工事は文久3年（1863年）4月7日より始まり、足軽も含め、家中総出で築造にあたり、福岡・博多のみならず、農村・漁村からも人夫、あるいは人夫に支払う賃銭を拠出したという。藩主も自ら見分にあたり、「中々大そうの御事」であったと伝わる。波奈の台場は6月20日に完成したが、これは寛政12年（1800年）から享和2年（1802年）にかけて築造された人工島を一部改修したものである。一方、洲崎の台場は文久3年（1863年）10月に完成、大砲24～25門が据え付けられた。一般に台場の平面形状は不等辺多角形であることが多いが、波奈・洲崎の台場はいずれも、弧を描くように塁線がカーブしているのが特徴であり、いわゆる稜堡式築城とは異なるものである。波奈・洲崎の台場に加え、元治元年（1864年）8月には福岡・博多の海岸5ヵ所に土俵台場が築造された。その後さらに増設されたと見え、幕末頃の「福岡城之図」には福岡・博多の海岸に12か所の小規模な台場が図示される。

## 台場一覧
「福岡藩砲台備石火矢覚」による、台場の所在地〈現在地〉および大砲の大きさ(設置数)を以下に示した。
- 名護(古)屋崎〈福岡県北九州市戸畑区中原〉5貫目砲(3)、2貫目砲(2)
- 中ノ島〈北九州市戸畑区、若戸大橋中央部真下付近〉2貫目砲(2)、1貫目砲(2)、0.8貫目砲(1)、0.5貫目砲(1)、
- 若松〈福岡県北九州市若松区本町付近〉0.8貫目砲(3)
- 柏原[山鹿]〈福岡県遠賀郡芦屋町大字山鹿〉2貫目砲(1)、1貫目砲(1)、0.8貫目砲(1)、0.3貫目砲(1)
- 芦屋〈福岡県遠賀郡芦屋町幸町〉2貫目砲(1)、1貫目砲(1)、0.8貫目砲(5)
- 西戸[堂]崎〈福岡市東区西戸崎〉1貫目砲(2)
- 志賀島〈島の南端付近〉2.8貫目砲(1)、2貫目砲(1)、1.5貫目砲(1)、1貫目砲(3)、0.3貫目砲(1)
- 能古島（残島）〈島の北端付近〉5貫目砲(1)、2貫目砲(3)、1.5貫目砲(1)、1貫目砲(1)
- 洲崎〈福岡市中央区天神5丁目〉12貫目砲(1)、5貫目砲(8)、2貫目砲(6)
- 波奈〈福岡市中央区港3丁目〉12貫目砲(1)、5貫目砲(7)、2貫目砲(2)
- 高祖山〈福岡市西区〉1貫目砲(3)、0.3貫目砲(2)
- 加布里〈福岡県糸島市加布里付近〉1貫目砲(2)、0.2貫目砲(1)《筑前国怡土郡内の幕府領》

※1貫目を3.75kgとすると、12貫目=45kg、5貫目=18.75kg、2.8貫目=10.5kg、2貫目=7.5kg、1.5貫目=5.625kg、1貫目=3.75kg、0.8貫目=3kg、0.5貫目=1.875kg、0.3貫目=1.125kg、0.2貫目=0.75kgとなる。250目玉(250目=0.25貫目=0.9375kg)を用いる石火矢の口径は5.45cmであることが知られるから、口径が砲弾の直径に等しく、かつ砲弾の素材・形状が同じと考えるなら、12貫目砲の口径は5.45*(45/0.9375)^(1/3) ＝19.8cm(小数点第2位以下を四捨五入、以下同)、5貫目砲は口径14.8cm、2.8貫目砲は口径12.2cm、2貫目砲は口径10.9cm、1.5貫目砲は口径9.9cm、1貫目砲は口径8.7cm、0.8貫目砲は口径8.0cm、0.8貫目砲は口径6.9cm、0.3貫目砲は口径5.8cm、0.2貫目砲は口径5.1cmと推定される。

## 台場築造後
元治元年（1864年）、長州藩へ異国船が襲来するとの風聞があり、福岡藩でも異国船襲来に備えて対応策を定めた。それによると、玄界灘より異国船が侵入してきた場合、玄界島遠見番より大砲を用いて空砲を2発放ち、志賀島、西戸崎、波奈へと順々に大砲の音で受け継ぎ、福岡城内より大砲・鐘・太鼓で急を知らせ、福岡・博多の寺院が一斉に鐘を撞き、これを聞いた武士は受持ちの台場等へ走り、町人は所定の農村地域へと避難することになっていたという。その後、下関戦争・薩英戦争での長州藩・薩摩藩の敗北を知った福岡藩は、万一の場合には福岡城を放棄することも検討、犬鳴谷（福岡県宮若市）に藩主の別館を急ぎ建設した。しかし攘夷運動は下火となり、台場は次第にその存在意義を失っていく。名護屋崎台場は慶応3年（1867年）11月に廃止となり、大砲は付属品とともに近くの中ノ島に移され、新たに設けられた建物内に格納されたという。

## 年表
- 弘化4年（1847年）
  - 中嶋町（現在の福岡市博多区中洲中島町）に精錬所を設置、反射炉を設ける[25]。
  - 12月5日 福岡藩主黒田長溥、博多金屋町釜屋平十方で大砲鋳造を見学する[26]。
- 嘉永元年（1848年） 砲術家福島兵蔵を長崎に派遣、西洋砲術を学ばせる[27]。
- 嘉永6年（1853年）6月3日 ペリーが浦賀に来航する。
- 安政元年（1854年）8月1日 福岡藩、海岸枢要の地およそ10か所に台場を建設する許可を幕府に願い出る[6]。
- 安政2年（1855年）
  - 1月 黒田長溥、西洋式調練を急ぐよう指示を出す[28]。
  - 11月 黒田長溥、2名の藩士を長崎に派遣、西洋兵学修業を命じる[29]。
  - 台場築造のため、今津浦所管地、西浦などの実地検分が始まる（のち取り止め）[7]。
  - 大砲鋳造のため、家中一統が銅器の上納を命じられる[30]。
- 安政3年（1856年）9月3日 西浦台場に設置予定の大砲大小10門を藩の荷船に積み入れ、宮浦に積みまわす。また、大砲17門を相島・大島の台場に積みまわす[8]。
- 安政4年（1857年） この年の冬より、安政5年（1858年）春まで、姫島の海上にて実丸砲術演習が行われる[31]。
- 安政5年（1858年） 藩中より30余人を選び長崎において砲銃術ほかを学ばせる[32]。
- 万延元年（1860年）能古島（荒崎、島の北端付近）・志賀島（弘村と志賀島村の間、島の南端付近）に台場が完成する[9]。
- 文久元年（1861年）4月12日 志賀島・能古島・荒戸山に大砲を設置する[10]。
- 文久3年（1863年）
  - 3月12日 中断していた台場予定地の実地検分を再開、志賀島、西浦岬などを見分する[7]。
  - 4月5日 黒田長溥、能古島・今津岳・志賀島等の台場を見分する[7]。
  - 4月7日 波奈・洲崎台場の築造工事が始まる[15]。
  - 4月9日 黒田長溥、博多の浜辺を見分する[33]。
  - 4月20日 徳川幕府、5月10日をもっての攘夷決行を約し、諸藩にも伝える。
  - 5月27日 前日の下関戦争の報が入り、若松・名護屋崎に築造予定の仮台場に、急遽大砲・弾薬を送る[34]。
  - 6月1日 若松浦中ノ島、芦屋柏原の砲台を築き立てる[35]。
  - 6月7日 若松浦中ノ島の台場が完成する[36]
  - 6月17日 横浜浦・宮浦・姫島の3か浦、洲崎台場築造のための石を献上、運搬す。下浦もこれに続く[37]。
  - 6月20日（または23日）、波奈の台場が完成する[38]。
  - 6月 能古島・志賀島間に大造筏を組並べて海路を塞ぐことを計画する(筏は同年冬までに完成)[12]。
  - 8月18日 加藤司書はじめ諸役人が姪浜小戸山にて台場の予定地を見分する[39]。
  - 9月上旬 姪浜小戸山上の台場が完成する[40]。
  - 10月 洲崎の台場が完成、大砲24～25門が据え付けられる。荒戸の台場にも大砲15門ばかりが据え付けられる[41]。
- 元治元年（1864年）
  - 7月20日頃 近く4国連合艦隊が長州を攻撃するとの知らせが入り、福岡藩士を志賀島・能古島の台場に派遣す[42]。
  - 長州藩へ異国船が襲来するとの風聞あり、福岡藩でも異国船襲来に備えて対応策を定める[22]。
  - 8月5日 この日より3日間、長州藩は4国連合艦隊による攻撃を受け敗北、その後日本国内で攘夷論に対する批判が生ず。
  - 8月 福岡・博多の浜辺に土俵台場5ヵ所を築く[18]。
  - それまで恐らく鉛弾であったのを改め、火薬を仕込んだ砲弾製造に着手[43]。
  - 福岡城の危機に備え、犬鳴谷(福岡県宮若市)に藩主別館を造営する命が下り、工事が始まる[44]。
- 慶応元年（1865年）11月13日 犬鳴谷別館が完成す[45]。
- 慶応2年（1866年）
  - 12月20日 英国軍艦4隻が福岡を親善訪問。投錨と同時に洲崎・波奈両台場より祝砲19を発す[46]。
  - 12月24日 黒田長溥が英艦を訪問、英艦は17発の祝砲を発し、福岡の台場からも答砲す[47]。
- 慶応3年（1867年）11月 名護屋崎台場が廃止され、大砲は近くの中ノ島に移される[24]。